# سرخیو آئومادا
سرخیو آئومادا (اسپانیایی: Sergio Ahumada‎؛ زادهٔ ۲ اکتبر ۱۹۴۸) بازیکن فوتبال اهل شیلی بود.
از باشگاه‌هایی که در آن بازی کرده‌است می‌توان به باشگاه فوتبال کولو-کولو اشاره کرد.
وی همچنین در تیم ملی فوتبال شیلی بازی کرده‌است.